# Anoplostoma copano
Anoplostoma copano är en rundmaskart som beskrevs av Benjamin G. Chitwood 1951. Anoplostoma copano ingår i släktet Anoplostoma och familjen Anoplostomatidae. Inga underarter finns listade i Catalogue of Life.